# Kao Sing-ťien
Kao Sing-ťien čínsky pchin-jinem Gāo Xíngjiàn, znaky 高行健, * 4. ledna 1940) je čínský v emigraci žijící romanopisec, dramatik a literární kritik, nositel Nobelovy ceny za literaturu v roce 2000. Kromě zmiňovaných činností překládá, především Becketta a Ionesca.

## Život
Narodil se v Kan-čou v provincii Ťiang-si, od roku 1998 je francouzským občanem. V roce 1992 získal od francouzské vlády Řád umění a literatury.
Kao Sing-ťien je znám jako průkopník absurdního dramatu v Číně, především pro své hry Poplašný signál (绝对信号, 1982) a Autobusová zastávka (车站, 1983). Byl ovlivněn evropským modelem divadla, čímž si v Číně získal pověst avantgardního spisovatele. Jeho další hry Divý člověk (野人, 1985) a Druhý břeh (彼岸, 1986) byly už vládou otevřeně kritizovány.[zdroj?]
V roce 1986 u něj byla chybně diagnostikována rakovina plic a zahájil svou desetiměsíční cestu podél Dlouhé řeky, kterou popsal v knize Hora duše (灵山, 1990). Toto dílo, mající zčásti charakter románu, zčásti pamětí, bylo poprvé publikováno v roce 1990 na Tchaj-wanu. Kombinuje literární žánry a vypravěčské techniky a je zvlášť zmiňováno Nobelovou komisí jako „jedna z těch jedinečných literárních kreací, které se zdají být nesrovnatelné s čímkoli, s výjimkou sebou samých“.
V roce 1987 se Kao Sing-ťien přestěhoval do Paříže. Jeho hra Uprchlíci (1989), vztahující se k událostem na náměstí Nebeského klidu, byla v Číně zakázána. Roku 1998 vydal svůj druhý román Bible osamělého člověka (一个人的圣经).
I když čínská média a vláda obecně přechází dílo Kao Sing-ťiena mlčením, státem řízený list Yangcheng Evening News v roce 2001 jedno z jeho děl zkritizoval. Čínský kritik ho označil za „příšerného spisovatele“ a to, že získal Nobelovu cenu, označil za „absurdní“.[zdroj?] V roce 2010 byl hostem Festivalu spisovatelů Praha.

## Dílo

### Překlady do češtiny
- Hora duše, Academia, Praha 2010, přeložil Denis Molčanov
- Bible osamělého člověka, Academia, Praha 2012, přeložil Denis Molčanov
- O Hoře duše, LtN XI (2000), 44, s. 11, přeložila Olga Lomová

### Dramatizace
- Druhý břeh, Loco:Motion Company, přeložil Denis Molčanov[2]